# Sala Omnisport - "La Cúpula"
La Coupole d'Alger Arena é uma arena esportiva coberta localizada em Dely Ibrahim, na Argélia. Foi projetada pelo arquiteto brasileiro Oscar Niemeyer durante o exilio e foi inaugurada em 1975 nos Jogos do Mediterrâneo. A capacidade da arena é de 5.500 espectadores. Abriga eventos esportivos indoor, como Handebol, Basquete, Voleibol.

## Referência
1. ↑  «Complexe Mohamed-Boudiaf : la Cité olympique sera rénovée pour 275 millions DA». Djazairess. Consultado em 3 de agosto de 2021